# Comarques des Asturies
Le Statut d'autonomie des Asturies a prévu la division du territoire de la Principauté des Asturies en huit comarques (cotarros en asturien) qui comprendraient chacune un ou plusieurs concejos (communes) ; mais ces comarques n'ont pas officiellement vu le jour actuellement.

Carte des comarques des Asturies

Comarques composant les Asturies :
- Comarque d'Avilés
- Comarque de Caudal
- Comarque de Eo-Navia
- Comarque de Gijón
- Comarque de Nalón
- Comarque de Narcea
- Comarque d'Oriente
- Comarque d'Oviedo